# Great Pretender (série télévisée d'animation)
Great Pretender (グレートプリテンダー, Gurētopuritendā) est une série d'animation japonaise produite par Wit Studio, réalisée par Hiro Kaburagi et écrite par Ryota Kosawa.
La série est diffusée à la télévision à partir du 8 juillet 2020 sur Fuji Televisions lors du créneau de diffusion +Ultra. Netflix Japon diffuse progressivement les 23  épisodes de la série entre le 2 juin et le 21 septembre 2020.
Une adaptation en manga est lancée par Daichi Marui en parallèle de l'anime. Elle est publiée depuis le 10 juin 2020 sur le service Mag Comi de Mag Garden.

## Synopsis
Makoto Edamura est censé être le plus grand escroc du Japon. Un jour, lui et son partenaire tentent d'escroquer un touriste français, mais ce sont eux qui se font avoir. Il s'avère que ce « touriste » est un prénommé Laurent Thierry, un « négociant  » qui ne prend pour cible que des personnes "corrompues".
Makoto Edamura est loin d'imaginer ce qui l'attend après s'être engagé dans les affaires du Français.

## Personnages

### Team Confidence
Makoto « Edamame » Edamura (枝村真人, Edamura Makoto)
Voix japonaise : Chiaki Kobayashi, voix française : Martin Faliu
Le personnage principal de l'histoire. C'est un petit escroc japonais qui souhaite faire de grandes choses. Depuis son enfance, il est considéré comme un escroc après que son père, un avocat, est condamné pour une escroquerie. Souhaitant trouver un travail honnête pour payer les frais médicaux de sa mère malade, il décroche un emploi dans une entreprise qui est engagée dans des activités illégales à son insu. Arrêté avec le reste de ses collègues, les enquêteurs ne croient pas à son innocence à cause des antécédents de son père et il est condamné. À la fin de sa peine, il est incapable de retrouver un travail honnête, et avec la mort de sa mère il décide de devenir un véritable escroc avec l'aide de son ancien patron. Il devient le partenaire de Laurent après avoir tenté de l'arnaquer. Il est surnommé « Edamame » par Laurent qui a du mal à prononcer son nom.
Laurent Thierry (ローラン・ティエリー, Rōran Tierī)
Voix japonaise : Junichi Suwabe, voix française : Benjamin Pascal
Un escroc français renommé pour sa grande persuasion et sa vivacité d'esprit. C'est un voleur gentleman qui s'attaque uniquement aux personnes corrompues ayant obtenue leur richesse par pure avidité et dont la recherche d'argent a causé du mal aux personnes honnêtes. Il expose ses victimes pour leurs crimes et partage une partie de son butin avec les victimes de ses cibles. Bien que sans remords face à ses cibles, il considère ses équipiers comme sa famille.
Abigail « Aby » Jones (アビゲイル・ジョーンズ, Abigeiru Jōnzu)
Voix japonaise : Natsumi Fujiwara, voix française : Zina Khakhoulia
Une jeune femme athlétique et taciturne qui est le bras droit de Laurent. Ses capacités physiques proviennent en partie de son enfance quand elle était danseuse de ballets. Sa vie a été chamboulée quand la guerre a éclaté dans son pays d'origine. Elle garde toujours sur elle une médaille qu'elle a gagné lors d'un concours de danse, en souvenir de ses parents.
Cynthia Moore (シンシア・ムーア, Shinshia Mūa)
Voix japonaise : Mie Sonozaki, voix française : Audrey Sourdive
Une des associés de Laurent qui utilise ses charmes féminins et ses talents d'actrice pour manipuler ses cibles. Ses capacités proviennent de sa formation pour devenir actrice de théâtre durant sa jeunesse.
Kudo (工藤, Kudō)
Voix japonaise : Yōhei Tadano, voix française : Gilbert Lévy
Un escroc et ancien patron de Edamame pour son premier travail. Après avoir été arrêtée par la police, il rejoint l’équipe de Laurent.
Kim Si Won (キム・シウォン, Kimu shiu~on)
Voix japonaise : Kujira, voix française : Isabelle Leprince
Une femme escroc d'origine coréenne et une des associés de Laurent.
Seiji Ozaki (尾崎誠司, Ozaki Seiji)
Voix japonaise : Shunsuke Sakuya, voix française : Arnaud Arbessier
Le père d'Edamame. Il travaille comme avocat, qui coopère secrètement avec l'équipe de Laurent. Il a été arrêté pour avoir aidé un réseau de traite d'êtres humains, ce qui a empêché Edamame de trouver un emploi normal.
Dorothy (ドロシー, Doroshī)
Voix japonaise : Yuka Komatsu, voix française : Audrey Sablé
L'ancienne amante de Laurent et ex-chef de l'équipe.

### Los Angeles
Eddie Cassano (エディ・カッサーノ, Edi Kassāno)
Voix japonaise : Atsushi Ono, voix française : Frédéric Souterelle
Un producteur d'Hollywood qui deale secrètement de la drogue.
Salazar (サラザール, Sarazāru)
Voix japonaise : Ryota Takeuchi, voix française : Nicolas Justamon
Un garde du corps qui travaille pour Cassano; sa femme est décédée de nombreuses années avant les événements de la série. Il a un fils nommé Tom qui vit en famille d'accueil.
Inspecteur Anderson (アンダーソン警部, Andāson Keibu)
Voix japonaise : Atsuki Tani, voix française : Antoine Tomé
Inspecteur du LAPD qui a traqué Cassano pendant des années; il a une énorme aversion pour les concombres.

### Singapour
Sam Ibrahim (サム・イブラヒム, Samu Iburahimu)
Voix japonaise : Fuminori Komatsu, voix française : Cyrille Monge
Un magnat du pétrole arabe en exil et l'organisateur de la Pathfinder Air Race.
Clark Ibrahim (クラーク・イブラヒム, Kurāku Iburahimu)
Voix japonaise : Chikahiro Kobayashi, voix française : Damien Ferrette
Un pilote d'avion qui est également le petit frère de Sam.
Lewis Mueller (ルイス・ミュラー, Ruisu Myurā)
Voix japonaise : Kenji Nomura, voix française : Nicolas Justamon
Un pilote de course aérienne et ancien pilote dans l'armée des États-Unis.
Isabelle Mueller (イザベル・ミュラー, Izaberu Myurā)
Voix japonaise : Mayumi Sako, voix française : Pascale Chemin
La femme de Lewis.

### Londres
James Coleman (ジェームス・コールマン, Jēmusu Kōruman)
Voix japonaise : Yoshito Yasuhara, voix française : Paul Borne
Un évaluateur d'art.
Thomas Meyer (トーマス・メイヤー, Tōmasu Meiyā)
Voix japonaise : Daisuke Hirakawa, voix française : Arnaud Arbessier
Ancien petit-ami de Cynthia.
Farrah Brown (ファラ・ブラウン, Fara Buraun)
Voix japonaise : Takako Honda, voix française : Virginie Ledieu
Une femme amoureuse de Coleman.
Tim (ティム, Timu)
Voix japonaise : Shougo Nakamura, voix française : Nicolas Justamon
Le majordome de Farah.

### Tokyo
Akemi Suzaku (朱雀アケミ, Suzaku Akemi)
Voix japonaise : Gara Takashima, voix française : Catherine Lafond
PDG de Suzaku Association, une société qui gère des sociétés commerciales à Tokyo et Shanghai.
Ishigami (石神, Ishigami)
Voix japonaise : Tomokazu Seki, voix française : Patrice Baudrier
Le patron d'Edamame à Scarlet Company.
Igarashi (五十嵐, Igarashi)
Voix japonaise : Shinya Kote
Un personnage de la série live-action  The Confidence Man JP  du même scénariste.

### Shanghai
Liu Xiao (劉萧, Liú Xiao)
Voix japonaise : Shūhei Sakaguchi
Le chef de la mafia Shanghai Longhu-bang qui se fait de l'argent grâce à la traite d'êtres humains.
Chen Yao (陳堯, Chen Yáo)
Voix japonaise : Tsuguo Mogami
L'homme de main de Liu.

### Autres
Miki Edamura (枝村美紀, Edamura Miki)
Voix japonaise : Ayumi Tsunematsu, voix française : Zoe Bettan
La défunte mère d'Edamame. Elle a encouragé Edamame à garder le moral depuis l'arrestation de son mari.
Emma Thierry (エマ・ティエリー, Ema Tierī)
Voix japonaise : Aya Endo
La défunte mère de Laurent. Elle était dyslexique et a été victime d'escroquerie, ce qui poussa Laurent à en devenir également un.

## Productions et supports

### Anime
Lors de l'Anime Expo de 2019, Wit Studio a révélé travailler sur un nouvel anime de 23 épisodes réalisé par Hiro Kaburagi et écrit par Ryota Kosawa. Yoshiyuki Sadamoto est le character designer tandis que Yutaka Yamada compose la musique. La série sera diffusée à la télévision sur Fuji Television lors du créneau de programmation [+Ultra] (ja) et sur BS Fuji à partir du 8 juillet 2020. Au Japon, Netflix a diffusé en avant-première les 23 épisodes entre le 2 juin et le 21 septembre 2020. La plateforme prévoit également de diffuser la série en streaming dans le reste du monde en tant que Netflix Original.
La chanson de l'opening est G.P. par Yutaka Yamada. Le générique de fin de la série est la version de Freddie Mercury de la chanson The Great Pretender, interprétée à l'origine par The Platters.

#### Liste des épisodes
| No | Titre en français                 | Titre original                                          | Date de 1er diffusion             |
| -- | --------------------------------- | ------------------------------------------------------- | --------------------------------- |
| 1  | Los Angeles Connection (Case 1.1) | ロサンゼルス・コネクション Rosanzerusu・Konekushon      | 2 juin 2020 (Netflix Japon)       |
| 2  | Los Angeles Connection (Case 1.2) | ロサンゼルス・コネクション Rosanzerusu・Konekushon      | 2 juin 2020 (Netflix Japon)       |
| 3  | Los Angeles Connection (Case 1.3) | ロサンゼルス・コネクション Rosanzerusu・Konekushon      | 2 juin 2020 (Netflix Japon)       |
| 4  | Los Angeles Connection (Case 1.4) | ロサンゼルス・コネクション Rosanzerusu・Konekushon      | 2 juin 2020 (Netflix Japon)       |
| 5  | Los Angeles Connection (Case 1.5) | ロサンゼルス・コネクション Rosanzerusu・Konekushon      | 2 juin 2020 (Netflix Japon)       |
| 6  | Singapore Sky (Case 2.1)          | シンガポールスカイ Shingapōru Sukai                     | 9 juin 2020 (Netflix Japon)       |
| 7  | Singapore Sky (Case 2.2)          | シンガポールスカイ Shingapōru Sukai                     | 9 juin 2020 (Netflix Japon)       |
| 8  | Singapore Sky (Case 2.3)          | シンガポールスカイ Shingapōru Sukai                     | 9 juin 2020 (Netflix Japon)       |
| 9  | Singapore Sky (Case 2.4)          | シンガポールスカイ Shingapōru Sukai                     | 9 juin 2020 (Netflix Japon)       |
| 10 | Singapore Sky (Case 2.5)          | シンガポールスカイ Shingapōru Sukai                     | 9 juin 2020 (Netflix Japon)       |
| 11 | Snow of London (Case 3.1)         | ロンドンの雪 Rondon no yuki                             | 16 juin 2020 (Netflix Japon)      |
| 12 | Snow of London (Case 3.2)         | ロンドンの雪 Rondon no yuki                             | 16 juin 2020 (Netflix Japon)      |
| 13 | Snow of London (Case 3.3)         | ロンドンの雪 Rondon no yuki                             | 16 juin 2020 (Netflix Japon)      |
| 14 | Snow of London (Case 3.4)         | ロンドンの雪 Rondon no yuki                             | 16 juin 2020 (Netflix Japon)      |
| 15 | Wizard of Far East (Case 4.1)     | ウィザード・オブ・ファー・イースト U~izādo Obu fā īsuto | 21 septembre 2020 (Netflix Japon) |
| 16 | Wizard of Far East (Case 4.2)     | ウィザード・オブ・ファー・イースト U~izādo Obu fā īsuto | 21 septembre 2020 (Netflix Japon) |
| 17 | Wizard of Far East (Case 4.3)     | ウィザード・オブ・ファー・イースト U~izādo Obu fā īsuto | 21 septembre 2020 (Netflix Japon) |
| 18 | Wizard of Far East (Case 4.4)     | ウィザード・オブ・ファー・イースト U~izādo Obu fā īsuto | 21 septembre 2020 (Netflix Japon) |
| 19 | Wizard of Far East (Case 4.5)     | ウィザード・オブ・ファー・イースト U~izādo Obu fā īsuto | 21 septembre 2020 (Netflix Japon) |
| 20 | Wizard of Far East (Case 4.6)     | ウィザード・オブ・ファー・イースト U~izādo Obu fā īsuto | 21 septembre 2020 (Netflix Japon) |
| 21 | Wizard of Far East (Case 4.7)     | ウィザード・オブ・ファー・イースト U~izādo Obu fā īsuto | 21 septembre 2020 (Netflix Japon) |
| 22 | Wizard of Far East (Case 4.8)     | ウィザード・オブ・ファー・イースト U~izādo Obu fā īsuto | 21 septembre 2020 (Netflix Japon) |
| 23 | Wizard of Far East (Case 4.9)     | ウィザード・オブ・ファー・イースト U~izādo Obu fā īsuto | 21 septembre 2020 (Netflix Japon) |

### Manga
Une adaptation en manga par l'artiste Daichi Marui a été annoncé le 22 mai 2020. Elle est lancée sur le service Mag Comi de Mag Garden et le service LINE Manga depuis le 10 juin 2020. Le premier volume compilé est sortie le 10 juillet 2020.